# Миня Попович
Миня Попович (серб. Миња Поповић, Minja Popović; нар. 23 січня 1983, Приштина, СФРЮ) — сербський футболіст, півзахисник.

## Клубна кар'єра
У футбол починав грати в сербській команді другого дивізіону «Єдинство» (Уб). Перед початком сезону 2004/05 років переїхав до України, де продовжив кар'єру в команді першої ліги «Спартак-Горобина». У сумському клубі, президентом якого на той момент був Володимир Щербань, Попович був одним з трьох легіонерів разом з узбецьким голкіпером Олександром Корнійчуком та боснійцем Джордже Інджичем. У складі «Спартака» сербський футболіст дебютував 18 липня 2004 року, вийшовши зі старту на матч проти луганської «Зорі». На 51-ій хвилині гри був замінений на Романа Поліщука. До кінця календарного року Попович ще 8 разів з'являвся на полі в складі сум'ян, часто — за кілька хвилин до фінального свистка. В одному з таких матчів, вийшовши на поле на 89 хвилині, через 2 хвилини відзначився забитим м'ячем у ворота ЦСКА. Під час перебування в Сумах тренер «Спартака» Михайло Калита так охарактеризував футболіста: «У Поповича хороша швидкість, але він поки не вміє користуватися нею, хлопця захльостують емоції.»
У 2005 році Попович продовжив кар'єру в сербському клубі БАСК. Влітку 2007 року повернувся в Україну. У послугах сербського півзахисника був зацікавлений клуб вищої ліги «Закарпаття». Зігравши 2 матчі у вищому дивізіоні, футболіст більшу частину першої половини сезону провів в команді дублерів. З 2008 року грав у командах «Чукарички», «Отопені», «Банат», «Вождовац» та «Раднички» (Ниш).